# 유희연체분급관리판법
유희연체분급관리판법(중국어: 遊戲軟體分級管理辦法, 영어: Game Software Rating Regulations)은 중화민국의 비디오 게임 심의 체계이다. 2006년 7월 6일 제정되어 2012년 5월 29일에 개정되었다.

## 등급 분류
| 아이콘 | 등급          | 설명             |
| ------ | ------------- | ---------------- |
|        | 보편급 普遍級 | 전체 이용가      |
|        | 보호급 保護級 | 6세 이상 이용가  |
|        | 보12급 輔12級 | 12세 이상 이용가 |
|        | 보15급 輔15級 | 15세 이상 이용가 |
|        | 한제급 限制級 | 18세 이상 이용가 |